# 斯特西维尔 (艾奥瓦州)
斯特西維爾（英語：Stacyville）是一個位於美國愛荷華州米切爾縣的城市。

## 地理
斯特西維爾的座標為43°26′13″N 92°46′59″W / 43.43694°N 92.78306°W，而該地的平均海拔高度為365米（即1198英尺）。

## 人口
根據2010年美國人口普查的數據，斯特西維爾的面積為1.37平方千米，當中陸地面積為1.32平方千米，而水域面積為0.05平方千米。當地共有人口494人，而人口密度為每平方千米360人。